# 张迥伯
张迥伯（1885年—1969年），另名张晋，又作张炯伯或张䌹伯，浙江省宁波市人，民国时期上海大收藏家、钱币学家，也是银行家。

## 生平
出生世家，父親为交通大学二度校长張美翊。
早年就读于上海南洋公学（今上海交通大学），为冬季高等预科第三届学生毕业。1907年，赴日本留学，就读于日本宏文学院。
回国后，初任中学教师，先后在浙江杭州、宁波等地中学授课。
1922年，出任明华银行青岛分行经理。不久后出任明华银行总经理。
1946年，加入中国民主建国会，当选为民建中央的常务理事。1949年中华人民共和国建立前夕，应邀出席中国人民政治协商会议第一届全体会议。
中华人民共和国成立后，担任中华人民共和国外交部条约司专门委员。并担任中国民主建国会第一、二届中央常委。
张迥伯是第一至三届全国人民代表大会代表。

## 著作
- 《钱币学》
- 《新莽货币志》
- 《咸丰大钱考》